# Halo de 46°

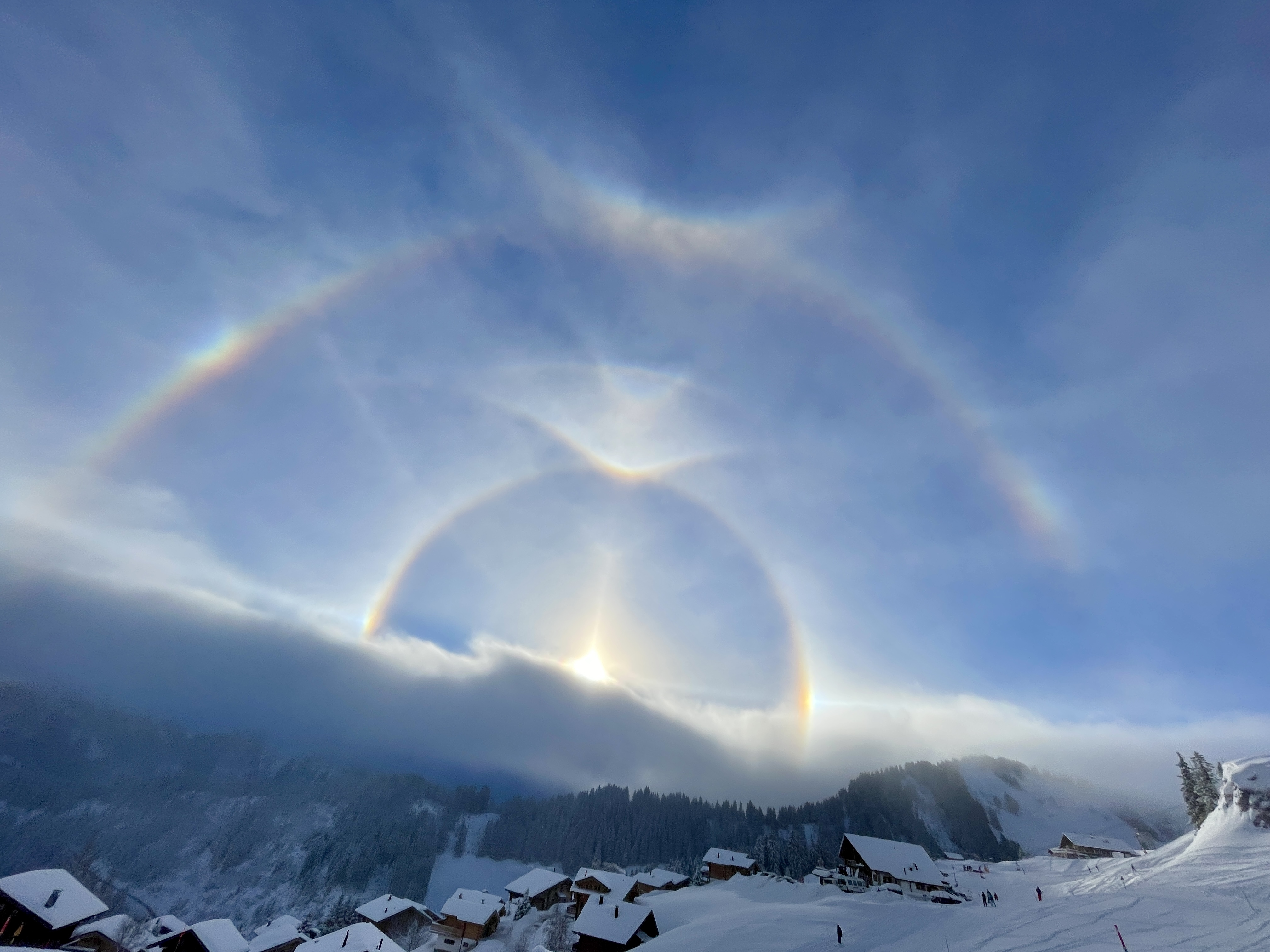
Un halo de 46° con un arco circuncenital, que rodea un halo de 22° con un arco tangente y un arco Parry.

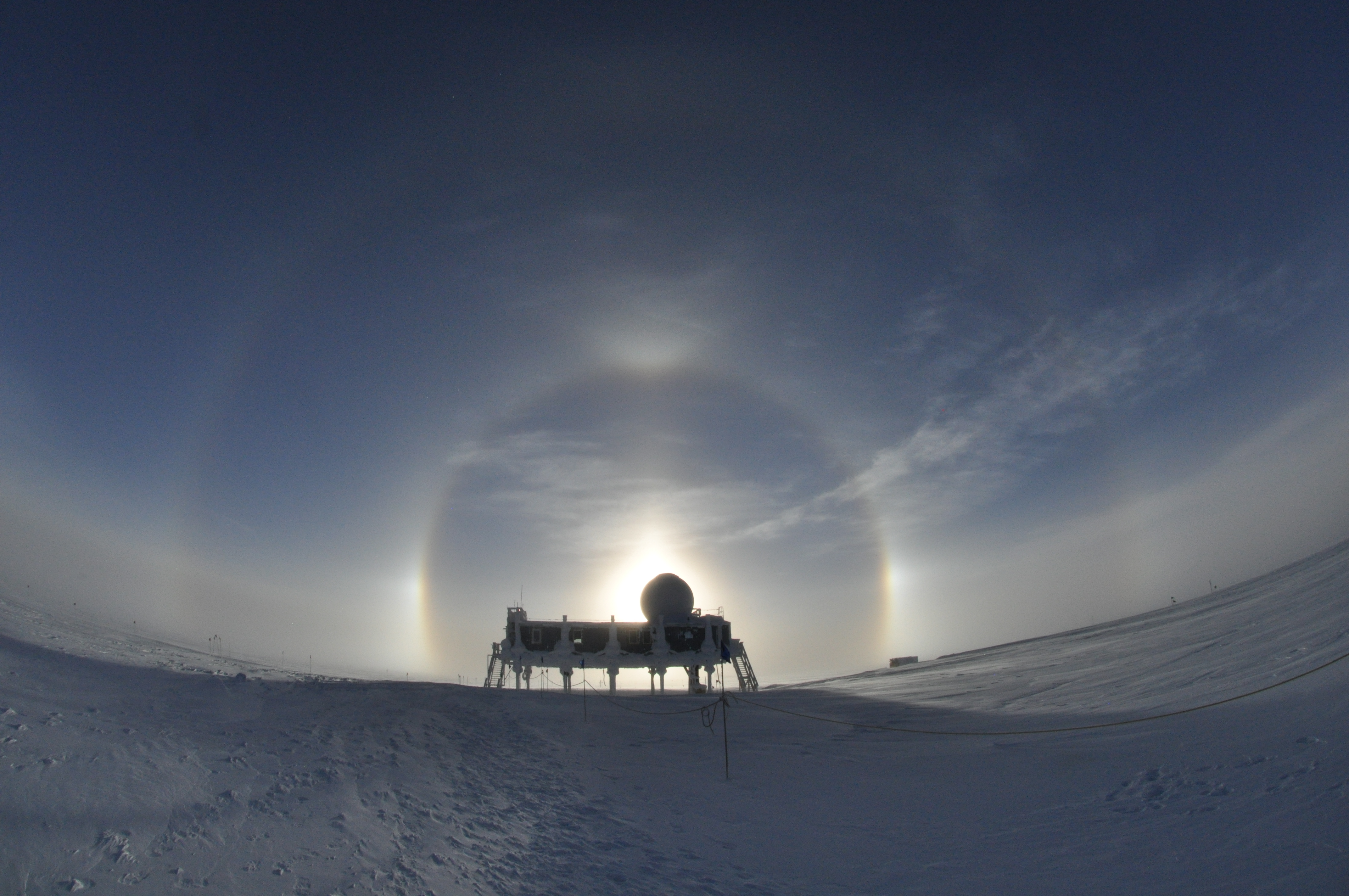
Parhelios con un halo más grande y tenue de 46° y un halo de 22° con un arco tangente superior.

Un halo de 46° es un fenómeno óptico atmosférico poco común que aparece como un halo con un radio aparente de unos 46° alrededor del Sol. Cuando el Sol se encuentra a alturas entre 15 y 27° sobre el horizonte, este tipo de halo puede ser confundido con los arcos supralaterales e infralaterales, que, aunque menos inusuales y más vibrantes, también se extienden a aproximadamente 46° a ambos lados del Sol, intersecando el círculo parhélico.
El halo de 46° se asemeja al más frecuente halo de 22°, aunque es considerablemente más amplio y menos brillante. Este fenómeno ocurre cuando los rayos del Sol atraviesan cristales de hielo hexagonales orientados de forma aleatoria, ingresando por una de sus caras prismáticas y saliendo por una de sus bases hexagonales.Debido a que las caras que intervienen forman un ángulo de 90°, los colores en el halo de 46° se dispersan más que en el de 22°. Además, como gran parte de los rayos se desvían en ángulos superiores al mínimo necesario para la formación del halo, su borde exterior tiende a ser más difuso.
Para distinguir un halo de 46° de los arcos infralaterales o supralaterales, es fundamental considerar tanto la altura del Sol como las variaciones en la forma y orientación de los arcos. El arco supralateral siempre se conecta con el arco circuncenital, pero esto solo sucede con los halos de 46° cuando el Sol se encuentra entre 15 y 27° sobre el horizonte; a otras alturas, queda un espacio entre ambos. Además, los arcos supralaterales no pueden formarse si el Sol supera los 32° de elevación, lo que significa que a mayores altitudes solares, cualquier formación en torno a los 46° es necesariamente un halo de 46°. Sin embargo, si el Sol se acerca al cenit, los arcos circunhorizontales o infralaterales, que se ubican aproximadamente 46° por debajo del Sol, pueden causar confusión con este tipo de halo.